# Artale II Alagona
Artale II Alagona est un noble sicilien du XIVe siècle, brièvement marquis de Malte.
Il est le fils de Manfredi Artale et de Lukina Moncada (fille de Periconio Moncada et petite-fille de Guglielmo Raimondo I Moncada et de Lukina de Malte, comtesse de Malte). Il est aussi le neveu d'Artale I Alagona qui était co-vicaire du royaume de Sicile pendant la minorité de la reine Marie Ire de Sicile. Les vicaires ont cherché à imposer à la jeune reine un mariage avec Jean Galéas Visconti pour contrer l'opposition du roi Pierre IV d'Aragon. Malheureusement pour leurs plans, Guglielmo Raimondo III Moncada parvint dans la nuit du 23 janvier 1379 à faire enlever Marie, puis à la ramener à la cour de Pierre IV à Barcelone où elle épousa finalement Martin d'Aragon dit le Jeune. Le jeune couple parviennent en 1392 à reprendre aux vicaires le pouvoir en Sicile.
Artale II Alagona succède à son oncle Artale I Alagona (mort en 1382) à la tête de la puissante famille Alagona. Il s'oppose militairement au retour de Marie Ire de Sicile et de son époux Martin. Malgré la défaite globale des barons siciliens, Artale II Alagona continue de résister en parvient à soulever certains territoires : Piazza Armerina, Lentini, Paternò, Catane ou encore Aci Castello. Le père d'Artale, Manfredi et son frère Jacopo sont capturés par les troupes aragonaises pour tenter vainement de faire céder Artale.
Finalement, Martin lui cède le 5 juillet 1393 le marquisat de Malte qui venait d'être attribué en 1392 à Guglielmo Raimondo III Moncada pour ses services rendus. Artale accepte sans toutefois livrer le château d'Aci. Mais le rusé Martin Ier de Sicile va attendre une visite que fera Alagona à Malte pour s'emparer de la forteresse d'Aci et la déclarer propriété de l'état. Artale Alagona tente sans succès d'atteindre son château et sera capturé avec son épouse et son fils. Ils seront envoyés en exil à Malte.
Selon des versions différentes, il finit ses jours soit à Malte, soit il parvient à rejoindre Milan chez les Visconti qui le nommeront maire de Pavie en 1401 et de Milan en 1402.

## Sources
- (it) Cet article est partiellement ou en totalité issu de l’article de Wikipédia en italien intitulé « Artale II Alagona » (voir la liste des auteurs).